# Gora Bredihina
Gora Bredihina är ett berg i Antarktis. Det ligger i Östantarktis. Australien gör anspråk på området. Toppen på Gora Bredihina är 943 meter över havet.
Terrängen runt Gora Bredihina är huvudsakligen platt, men österut är den kuperad.  Trakten är obefolkad. Det finns inga samhällen i närheten.